# Ykkösliigacup
La Ykkösliigacup (in italiano "Coppa di Ykkösliiga") è una competizione calcistica assegnata dalla Lega finlandese. È terza per importanza dopo la Coppa di Finlandia e la Coppa di Lega, assegnata dalla federazione finlandese. È disputata annualmente dalle sole squadre iscritte alla Ykkösliiga, la seconda serie del campionato finlandese di calcio. Viene disputata all'avvio della stagione prima dell'inizio del campionato.
Viene disputata per la prima volta nel 2024, anno di creazione della Ykkösliiga.

## Formula
Le 10 squadre partecipanti alla Ykkösliiga si sfidano ad un torneo con fase a gironi e ad eliminazione diretta. Le prime due di ogni girone si qualificano alla fase finale, consistente in semifinali e finale.

## Albo d'oro
| Anno | Vincitore | Risultato       | Finalista    | Stadio e città                    |
| ---- | --------- | --------------- | ------------ | --------------------------------- |
| 2024 | Jaro      | 1 - 0           | SJK Akatemia | Jakobstads Centralplan, Jakobstad |
| 2025 | Jippo     | 0 - 0 (5-3 dtr) | TPS          | Veritas Stadion, Turku            |